# Cefiderocol
Cefiderocol ist ein Antibiotikum aus der Gruppe der Cephalosporine.

## Indikationen
Cefiderocol wurde 2019 in den USA unter dem Handelsnamen Fetroja (Shionogi) zugelassen zur parenteralen Behandlung komplizierter Harnwegsinfektionen, wenn andere Behandlungsmöglichkeiten begrenzt sind.
Die Zulassung von Cefiderocol in den USA beinhaltet die Behandlung von komplizierten, durch bestimmte gramnegative Bakterien verursachte, Harnwegsinfektionen inklusive der Pyelonephritis bei Patienten ab 18 Jahren. Die Anwendung soll zum Einsatz kommen, wenn von einer bakteriellen Erkrankungsursache auszugehen ist und andere Behandlungsmöglichkeiten eingeschränkt sind, um der Entwicklung von Antibiotikaresistenzen entgegenzuwirken.
Im April 2020 folgte in der EU die Zulassung unter dem Namen Fetcroja zur Therapie von durch aerobe gramnegative Organismen verursachten Infektionen bei Erwachsenen.
Als häufigste unerwünschte Wirkungen wurden Durchfall, Reaktionen an der Infusionsstelle, Verstopfung, Hautausschlag, Candidiasis, Husten, Erhöhung der Leberwerte, Kopfschmerzen, erniedrigte Kaliumspiegel sowie  Übelkeit  und Erbrechen beobachtet.

## Art der Anwendung
Das Arzneimittel wird als intravenöse Infusion über einen Zeitraum von 3 Stunden gegeben.
Eine zunehmende Zahl von Studien untersucht den Einsatz einer kontinuierlichen Infusion von Cefiderocol, einschließlich der Verabreichung über Elastomerpumpen. In einer Machbarkeitsstudie wurde gezeigt, dass mit einer ambulant durchgeführten intravenösen Antibiotikatherapie (Outpatient Parenteral Antimicrobial Therapy, OPAT) in der gewählten Dosierung und über 24 Stunden kontinuierlich mittels einer Elastomerpumpe verabreicht, die pharmakologischen Zielwerte erreicht werden können.

## Wirkungsprinzip
Das β-Lactam-Molekül enthält einen Siderophor genannten Strukturteil, über die es sich an Eisen(III)-Ionen zu binden vermag. Dadurch kann es über ein  aktives Fe3+-Transportsystem der bakteriellen Zellwand in die gramnegative Bakterienzelle hinein gelangen, auch in solche von multiresistenten Stämmen. Darüber hinaus gelangt Cefiderocol durch passive Diffusion in die Bakterienzelle. Es ist stabil gegenüber β-Lactamasen aller bekannten Klassen. Die antibiotische Wirkung entsteht über die Hemmung der Biosynthese von Peptidoglykanen, die wichtige Bestandteile der bakteriellen Zellwand sind.
Cefiderocol besitzt ein breites antimikrobielles Spektrum in vitro gegen gramnegative Erreger, darunter auch gegen solche, denen die Weltgesundheitsorganisation erste Priorität für die Entwicklung neuer Therapieoptionen einräumt (Carbapenem-resistente Stämme von Acinetobacter baumannii, Pseudomonas aeruginosa, Enterobacteriaceae). Gegen grampositive und anaerobe Bakterien ist es wenig aktiv.
Die weltweite Zunahme Carbapenem-resistenter gramnegativer Bakterien wird von einigen Wissenschaftlern als Bedrohung für die öffentliche Gesundheit gesehen. Bakterien mit dieser Resistenzausprägung können nicht nur nahezu alle β-Lactam-Antibiotika abbauen und somit unwirksam machen, sondern sind wegen des häufigen gleichzeitigen Erwerbs von Nicht-β-Lactam-Resistenzgenen  oft auch gegen andere Behandlungsoptionen resistent. Neuartige Therapieoptionen  spielen daher bei der Behandlung von Infektionen durch solche Keime eine besondere Rolle.

## Eigenschaften

### Pharmazeutisch-chemische Beschreibung
Pharmazeutisch verwendet wird der Wirkstoff als Cefiderocolsulfattosilat-Hydrat, also als kristallwasserhaltiges  Salz der Schwefelsäure und Toluolsulfonsäure.
Strukturell ähnelt Cefiderocol den Cephalosporinen Ceftazidim und Cefepim, weswegen es wie diese der Hydrolyse durch β-Lactamasen standhalten kann. Eine Besonderheit ist die Addition einer Catecholeinheit an die Seitenkette am C-3, die Eisen cheliert und natürlich vorkommende Siderophore nachahmt.

### Pharmakokinetische Daten
- Plasmaproteinbindung: 40–60 %
- Eliminationshalbwertszeit: 2–3 Stunden
- Scheinbares Verteilungsvolumen: 18 Liter
- Metabolisierung: unter 10 %
- Eliminationsweg: renal (98,6 %, davon zu 90,6 % unverändert), über die Fäzes (2,8 %)[5]

## Trivia
Cefiderocol wird von Mikroorganismen über einen aktiven Prozess in die Zelle geschleust, da Cefiderocol eine strukturelle Ähnlichkeit mit den bakteriellen Siderophoren hat. Aufgrund dieser aktiven Aufnahme des Antibiotikums in die Bakterienzelle wird Cefiderocol mitunter als „trojanisches Pferd“ bezeichnet. Der Hersteller trug dem Wirkmechanismus im Handelsnamen Fetroja und der Gestaltung der Umverpackung, die ein stilisiertes Pferd zeigt, Rechnung.